# Lutzomyia rupicola
Lutzomyia rupicola är en tvåvingeart som beskrevs av Martins A. V., Godoy Jr T. L., Silva J. E. 1962. Lutzomyia rupicola ingår i släktet Lutzomyia och familjen fjärilsmyggor. Inga underarter finns listade i Catalogue of Life.